# Trois-Monts
Trois-Monts är en kommun i departementet Calvados i regionen Normandie i norra Frankrike. Kommunen ligger i kantonen Évrecy som ligger i arrondissementet Caen. År 2015 hade Trois-Monts 418 invånare.

## Befolkningsutveckling
Antalet invånare i kommunen Trois-Monts
Referens:INSEE